# Sergio Arias (cyclisme)
Pour le footballeur mexicain, voir Sergio Arias. Pour les homonymes, voir Arias.
Arias  Villanueva est un nom espagnol. Le premier nom de famille, en général paternel, est Arias ; le second, en général maternel, souvent omis, est Villanueva.
Sergio Arias Villanueva, né le 13 septembre 1998, est un coureur cycliste costaricien.

## Palmarès et résultats

### Palmarès par année
- 2016
  - 2e du championnat du Costa Rica sur route juniors
- 2017
  - 3e étape de la Vuelta de la Juventud Costa Rica
  - 3e de la Vuelta de la Juventud Costa Rica
- 2018
  - Classement général de la Vuelta de la Juventud Costa Rica
- 2019
  - 3eb étape du Tour du Costa Rica
- 2020
  -  Médaillé d'argent du championnat d'Amérique centrale du contre-la-montre espoirs[1]
- 2022
  - 2e étape de la Vuelta a Chiriquí
- 2023
  - Trophée des Châteaux aux Milandes
  - Gran Premio del Ramo
  - 2e du championnat du Costa Rica du contre-la-montre par équipes
  - 3e du championnat du Costa Rica sur route
  - 3e du Tour du Costa Rica
- 2024
  - 6e étape de la Vuelta a Chiriquí
  -  Médaillé de bronze du championnat d'Amérique centrale du contre-la-montre
  - 3e du championnat du Costa Rica du contre-la-montre

### Classements mondiaux
| Année            | 2018 | 2019 | 2020 |
| ---------------- | ---- | ---- | ---- |
| UCI America Tour | 465e |      | 115e |